# Antoinette Ouédraogo
Antoinette Nongoba Ouédraogo é uma advogada, ativista pelos direitos das mulheres e ambientalista de Burquina Fasso. Foi a primeira mulher de seu país a tornar-se advogada.

## Início de vida
Ouédraogo foi educada no Colégio para Jovens Meninas de Loumbila, em Loumbila, na Província de Oubritenga.

## Carreira
Em 17 de junho de 2006, Ouédraogo foi eleita presidente da ordem dos advogados de Burquina Fasso. No Dia Internacional da Mulher, em 2007, discursou contra a violência contra as mulheres, especialmente o estupro. Ouédraogo também integrou uma associação para o desenvolvimento das mulheres e um grupo relacionado a mudanças climáticas.
Ouédraogo é a representante de Burquina Fasso no Comitê Executivo da Aliança Global Shea. Além disso, representou o ex-ministro do governo, o General Djibrill Bassolé, suspeito de liderar uma curta tentativa de golpe de estado em 2015 que desestabilizou a Burquina Fasso. Em julho de 2017, a equipe legal de Bassolé obteve uma "vitória maior" depois que um grupo de trabalho da ONU afirmou que sua detenção era "arbitrária e ilegal".